# 살두스시

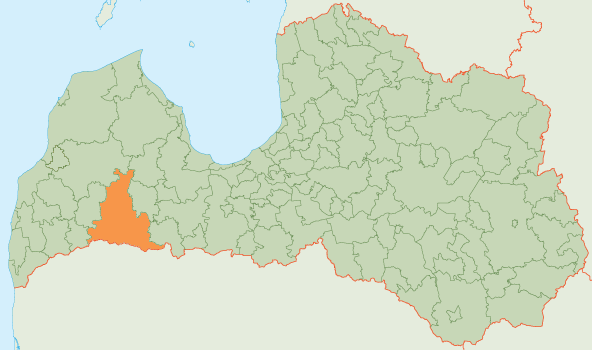
살두스 시의 위치

살두스시(라트비아어: Saldus novads)는 라트비아의 지방 자치체로 행정 중심지는 살두스이며 면적은 1,683.3km2, 인구는 28,915명(2009년 기준), 인구 밀도는 17명/km2이다. 1개 도시, 15개 교구를 관할한다.

## 같이 보기
- 라트비아의 행정 구역